# 3091 van den Heuvel
3091 van den Heuvel је астероид главног астероидног појаса са средњом удаљеношћу од Сунца која износи 2,350 астрономских јединица (АЈ).
Апсолутна магнитуда астероида је 14,9.